# Позвони мне, позвони
«Позвони мне, позвони» — песня, написанная композитором Максимом Дунаевским на стихи поэта Роберта Рождественского. Впервые прозвучала в фильме «Карнавал» 1981 года в исполнении Жанны Рождественской.

## История создания

### Написание
Режиссёр фильма Татьяна Лиознова крайне требовательно относилась к музыкальному оформлению картины. Лиознова любила мюзиклы и хотела привнести их черты в «Карнавал», сделав в одной из сцен отсылку к «Смешной девчонке» с Барброй Стрейзанд. Она также сразу понимала, что хочет слышать в фильме песню про телефон и после прочтения стихов нескольких десятков поэтов она остановилась на Роберте Рождественском. Однако окончательный вариант текста был исправлен Дунаевским, который выбросил большую часть слов в длинном куплете. Рождественский не возражал. К тому же Лиознова хотела от него хита. По признанию Дунаевского, из-за этого он неоднократно переписывал музыку к песне, однако режиссёр раз за разом оставалась недовольна. В какой-то момент она даже намеревалась заменить композитора на Микаэла Таривердиева, однако за Дунаевского вступился автор текста Рождественский. В конце концов, однажды Дунаевский принёс Лиозновой первоначальный вариант песни, и та, не заметив подвоха, утвердила этот вариант.

### Запись
Другим препятствием на пути создания песни стало её исполнение. Первоначально исполнительница главной роли Ирина Муравьёва планировала все песни для фильма исполнить сама, они с Дунаевским начали репетиции, однако режиссёр вновь проявила несогласие. Ей хотелось, чтобы пела не актриса, а профессиональная певица, — тем самым намекая на то, как на самом деле заканчивается фильм с открытой концовкой. Тогда Дунаевский пригласил певицу Жанну Рождественскую, которая уже неоднократно сотрудничала с композитором. Позже она вспоминала, что работать было непросто и режиссёр «выжимала из неё все соки». Также Рождественская вспомнила и слова Муравьёвой, сказанные ею в монтажной: «Жанка, ты так здорово спела! Мне кажется, я даже хуже сыграла», но сейчас актриса отказывается от этих слов. В конечном счёте в фильме прозвучало три композиции в исполнении Рождественской, включая «Позвони мне, позвони».

## Выпуск
Фильм вышел на экраны в 1981 году, и песня мгновенно стала шлягером. Фраза «Позвони мне, позвони» стала почти что крылатой и одной из самых узнаваемых строчек отечественного кино.
В титрах фильма имя Рождественской не было указано. В 1982 году Ирина Муравьёва по предложению редактора фирмы «Мелодия» Владимира Рыжикова записала свой вариант песни на ту же самую инструментальную фонограмму ВИА «Фестиваль» (аккомпанемент, звучавший в фильме), и в начале 1983 года вышел миньон с этой версией, которая была растиражирована выпуском на других пластинках (включая журнал «Кругозор») и эфирами на Всесоюзном радио, а на обороте этой пластинки была песня «Спасибо, жизнь» (также из фильма) с вокалом Рождественской. С тех пор песню «Позвони мне, позвони» Муравьёва неоднократно исполняла на своих творческих вечерах и на различных телешоу. Рождественская также исполняла её на своих концертах, в 2007 году исполнила песню на фестивале Легенды «Ретро FM».